# 劳里科查湖
劳里科查湖（西班牙語：Lago Lauricocha）位于秘鲁中部，首都利马东北偏北160公里处。劳里科查湖是安第斯山区一系列冰川湖泊最北的一个，湖泊海拔3845米。亚马逊河源头之一马拉尼翁河发源于此，该湖曾一度被认为是亚马逊河的源头。湖泊周围人烟稀少。